# Marco Borriello
Marco Borriello (* 18. Juni 1982 in Neapel) ist ein ehemaliger italienischer Fußballspieler, der auf der Position eines Mittelstürmers spielte.

## Karriere

### Verein

#### AC Mailand und Leihstationen
Marco Borriello startete seine Karriere in den Jugendmannschaften der AC Mailand. Seine ersten Profierfahrungen sammelte er 2001 bei der US Triestina, an die er ausgeliehen war. In der Saison 2001/02 wechselte er dann leihweise zum FBC Treviso, hier wurde er zum Stammspieler. In der folgenden Saison wurde Borriello an den Serie-A-Verein FC Empoli verliehen. Nach einer Saison bei Milan, in der er vier Ligaeinsätze hatte, wurde der Neapolitaner für die Spielzeit 2004/05 an Reggina Calcio und 2005/06 an Sampdoria Genua ausgeliehen, wo er jeweils regelmäßig zum Einsatz kam. Zur Saison 2006/07 wurde Borriello zurückgeholt und versuchte erneut sein Glück beim AC Mailand. Nach dem Meisterschaftsspiel gegen den AS Rom wurde Borriello positiv auf Kortison getestet und für mehrere Monate gesperrt. In der Saison 2007/08 spielte er bei CFC Genua, die 50 % seiner Transferrechte kauften, und etablierte sich zu einem der treffsichersten Torschützen in der Serie A mit 19 Toren in 35 Spielen. Seit der Saison 2008/09 spielt Marco Borriello wieder für seinen Jugendverein AC Mailand, der sich die Dienste des Stürmers für ca. 7,5 Millionen Euro erneut sicherte.

#### AS Rom
Im August 2010 stand Borriello kurz vor einem Wechsel zu Juventus Turin, nachdem dieser platzte, schloss er sich bis Saisonende leihweise der AS Rom an. Nachdem er Trainer Claudio Ranieri in der Spielzeit 2010/11 überzeugen konnte, verpflichteten ihn die Hauptstädter schließlich im Sommer 2011.

#### Leihe nach Turin
In der Winterpause 2011/12 wurde Borriello an Juventus Turin verliehen. Die Leihgebühr betrug 500.000 Euro. Am Ende der Saison konnte er für acht Millionen Euro fest verpflichtet werden. Juventus Turin nahm jedoch diese Kaufoption nicht in Anspruch, so dass Borriello zur AS Rom zurückkehrte.

#### Leihe zu West Ham United
In der Winterpause der Saison 2013/14 wechselte er für ein halbes Jahr, auf Leihbasis zu West Ham United.

#### Wechsel zu Cagliari Calcio
Zur Saison 2016/2017 wechselte der mittlerweile 34-jährige Borriello fest zu Cagliari Calcio. Dies ist seine 16. Station als Profi.

#### SPAL Ferrara
Im Sommer 2017 wechselte Borriello zum damaligen Serie-A-Aufsteiger SPAL Ferrara.

### Nationalmannschaft
Nachdem Marco Borriello bereits für die U-20- und U-21-Auswahlen seines Landes gespielt hatte, debütierte er unter Trainer Roberto Donadoni am 6. Februar 2008 beim 3:1-Sieg gegen Portugal in der A-Nationalmannschaft Italiens, für die er siebenmal spielte.

## Erfolge
- UEFA Super Cup: 2003
- Italienischer Pokalsieger: 2002/03
- Italienischer Meister: 2003/04, 2011/12
- Italienischer Supercupsieger: 2004
- UEFA-Champions-League-Sieger: 2002/03, 2006/07
- Torschützenkönig der Coppa Italia: 2016/17

## Verweise